# Przemysław Pancerz
Przemysław Pancerz (* 30. September 1998 in Kamienna Góra, Niederschlesien) ist ein polnischer Biathlet, der 2020 sein Debüt im Weltcup gab.

## Sportliche Laufbahn
Przemysław Pancerz gab sein internationales Debüt bei den Jugendweltmeisterschaften 2015 und wurde 18. des Sprints, im darauffolgenden Jahr nahm er an den Olympischen Jugendspielen 2016 in Lillehammer teil und belegte die Ränge 27 und 15 in Sprint und Verfolgung. Auch 2016/17 war der Pole im Juniorenbereich unterwegs, erzielte im Juniorcup keine besonderen Ergebnisse, kam aber bei den Juniorenweltmeisterschaften erstmals in die Top 10. Im Jahr darauf gewann Pancerz erstmals eine Einzelmedaille, im Mixedstaffelrennen der Junioreneuropameisterschaften 2018 ergatterte er mit Natalia Tomaszewska, Joanna Jakieła und Marcin Szwajnos Bronze. Bei den folgenden Juniorenweltmeisterschaften erzielte er mit Platz acht im Einzel ein noch besseres Ergebnis als im Vorjahr, zudem gewann er bei den Juniorenwettkämpfen im Rahmen der Sommerbiathlon-WM zusammen mit Jakieła, Kamila Żuk und Wojciech Skorusa hinter der tschechischen Auswahl Silber. Anfang 2019 gab Pancerz bei seinen Heimrennen in Duszniki-Zdrój sein Debüt im IBU-Cup, gefolgt von seiner ersten Podestplatzierung im IBU-Junior-Cup. Nach einer weiteren Saison auf Juniorenebene gab der Pole im Dezember 2020 seinen Einstand im Weltcup und belegte in Hochfilzen Rang 106 im Sprint, im Saisonverlauf lief er ansonsten ohne besondere Resultate im IBU-Cup. Weiterhin nahm er an den Europameisterschaften in seiner Heimat teil.
Im ersten Trimester der Saison 2021/22 war Pancerz Teil der Weltcupmannschaft, konnte sich aber in den Einzelrennen nicht merklich verbessern. Sein bestes Ergebnis kam mit Sprintrang 80 in Kontiolahti, wobei dort nur 81 Athleten am Start waren, immerhin gewann er Anfang Februar 2022 in Nové Město na Moravě als 27. des Sprints erste Ranglistenpunkte im IBU-Cup. Im Januar 2023 nahm der Pole an der Universiade in Lake Placid, New York teil und belegte als bestes Ergebnis Platz zwölf im Massenstart. Seit Ende der Saison hat er allerdings an keinem Wettkampf mehr teilgenommen.

## Statistiken

### Weltcupplatzierungen
Die Tabelle zeigt alle Platzierungen (je nach Austragungsjahr einschließlich Olympische Spiele und Weltmeisterschaften).
- 1.–3. Platz: Anzahl der Podiumsplatzierungen
- Top 10: Anzahl der Platzierungen unter den ersten zehn (einschließlich Podium)
- Punkteränge: Anzahl der Platzierungen innerhalb der Punkteränge (einschließlich Podium und Top 10)
- Starts: Anzahl gelaufener Rennen in der jeweiligen Disziplin
- Staffel: inklusive Mixed- und Single-Mixed-Staffeln

| Platzierung               | Einzel | Sprint | Verfolgung | Massenstart | Staffel | Gesamt |
| ------------------------- | ------ | ------ | ---------- | ----------- | ------- | ------ |
| 1. Platz                  |        |        |            |             |         |        |
| 2. Platz                  |        |        |            |             |         |        |
| 3. Platz                  |        |        |            |             |         |        |
| Top 10                    |        |        |            |             |         |        |
| Punkteränge               |        |        |            |             | 5       | 5      |
| Starts                    | 2      | 6      |            |             | 5       | 13     |
| Stand: Saisonende 2022/23 |        |        |            |             |         |        |

### Olympische Jugend-Winterspiele
Die Tabelle zeigt alle Platzierungen bei Olympischen Jugendspielen:
| Olympische Winterspiele | Olympische Winterspiele | Einzelwettbewerbe | Einzelwettbewerbe | Staffelwettbewerbe | Staffelwettbewerbe |
| Jahr                    | Ort                     | Sprint            | Verfolgung        | Mixedstaffel       | S.-M.-Staffel      |
| ----------------------- | ----------------------- | ----------------- | ----------------- | ------------------ | ------------------ |
| 2016                    | Lillehammer             | 27.               | 15.               | 15.                | 21.                |

### Jugend-/Juniorenweltmeisterschaften
Pancerz nahm bis 2017 an den Jugend-, ab 2018 an den Juniorenwettkämpfen teil.
| Weltmeisterschaften | Weltmeisterschaften | Einzelwettbewerbe | Einzelwettbewerbe | Einzelwettbewerbe | Herrenstaffel |
| Jahr                | Ort                 | Einzel            | Sprint            | Verfolgung        | Herrenstaffel |
| ------------------- | ------------------- | ----------------- | ----------------- | ----------------- | ------------- |
| 2016                | Cheile Grădiștei    | 25.               | 18.               | 43.               | 13.           |
| 2017                | Osrblie             | 30.               | 10.               | 17.               | 13.           |
| 2018                | Otepää              | 8.                | 52.               | 27.               | 10.           |
| 2019                | Osrblie             | 62.               | 36.               | 33.               | 12.           |
| 2020                | Lenzerheide         | 61.               | 50.               | 46.               | 11.           |